# Garibald al II-lea de Bavaria
Garibald al II-lea (n. 585–d. 625) a fost duce de Bavaria de la anul 610 până la moarte.
Garibald a fost fiul ducelui Tassilo I de Bavaria. El a fost căsătorit cu Geila, fiica ducelui longobard Gisulf al II-lea de Friuli cu Romilda.
Succesorii lui Garibald al II-lea nu sunt cunoscuți în totalitate. Tradiția istorică a bavarezilor plasează pe Theodo I, Theodo al II-lea și Theodo al III-lea în perimetrul legendar, ca strămoși mitici ai familiei Agilolfingilor. Însă următorul duce din această familie care să fie atestat prin documente a fost Theodo I. Acesta acoperă o prăpastie de jumătate de secol între Garibald al II-lea și succesorul lui Theodo.